# ムニアドナ・デ・カスティーリャ
ムニアドナ・デ・カスティーリャ（スペイン語：Muniadona de Castilla, 995年ごろ - 1066年）は、ナバラ王サンチョ3世と結婚し、後に自身の権利によりリバゴルサ伯領（1017年）およびカスティーリャ伯領（1028年）を夫の領地に加えた。マヨール（Mayor）あるいはムニア（Munia）とも呼ばれる。

## 生涯

### 伯領の継承
カスティーリャ伯サンチョ・ガルシアと恐らくバヌ・ゴメス家出身の妃ウラカの長子として生まれ、2人が最初にサン・ミジャン修道院への寄進を承認した1011年6月27日より以前にナバラ王サンチョ・ガルセス3世と結婚した。
1017年、リバゴルサ伯ギリェルモ・イサルネスがアラン谷への遠征の途中で暗殺された。ギリェルモが非嫡出子であったことにより、リバゴルサ伯領の継承に対し異議が唱えられ、リバゴルサ伯領はギリェルモの叔母であるアバ・デ・リバゴルサにより、夫のパリャース・ユサ伯ラモン3世、ギリェルモおよび従姉妹でカスティーリャ伯ガルシア・フェルナンデスの娘マヨール・ガルシアとの間で分割されていた。ギリェルモが嗣子なく死去したことにより、マヨールとラモン3世が伯領全土の権利を主張することになったが、これに対しパンプローナ王サンチョ・ガルセス3世が異議を唱え、マヨールの弟サンチョ・ガルシアの長女として、妻のムニアドナの権利を主張して、ムニアドナの祖母アバの正当な相続人であり、よってアバの父リバゴルサ伯ラモン2世の正当な相続人であると主張することができた。1017年、サンチョ・ガルセス3世の軍がリバゴルサに侵攻し、ギリェルモが支配していた伯領の半分の支配権を握り、その残りはマヨール・ガルシアが1025年まで保持し、夫と離婚した後マヨール・ガルシアはその大半をサンチョ・ガルセス3世に譲り、ラモン3世はノゲラ・リバゴルサーナ盆地のみ保持した。ムニアドナがマヨールという名前を用いたのは、この譲渡が認められてからとみられる。
さらに、1028年にムニアドナの実家の権利が行使された。カスティーリャ伯ガルシア・サンチェスがレオン王国においてベラ家に暗殺され、ムニアドナがガルシア・サンチェスの長姉であることから夫サンチョ・ガルセス3世がカスティーリャの支配権を握った。2人の息子フェルナンド1世は1029年にカスティーリャ伯に任ぜられた。

### 夫の死後と遺書

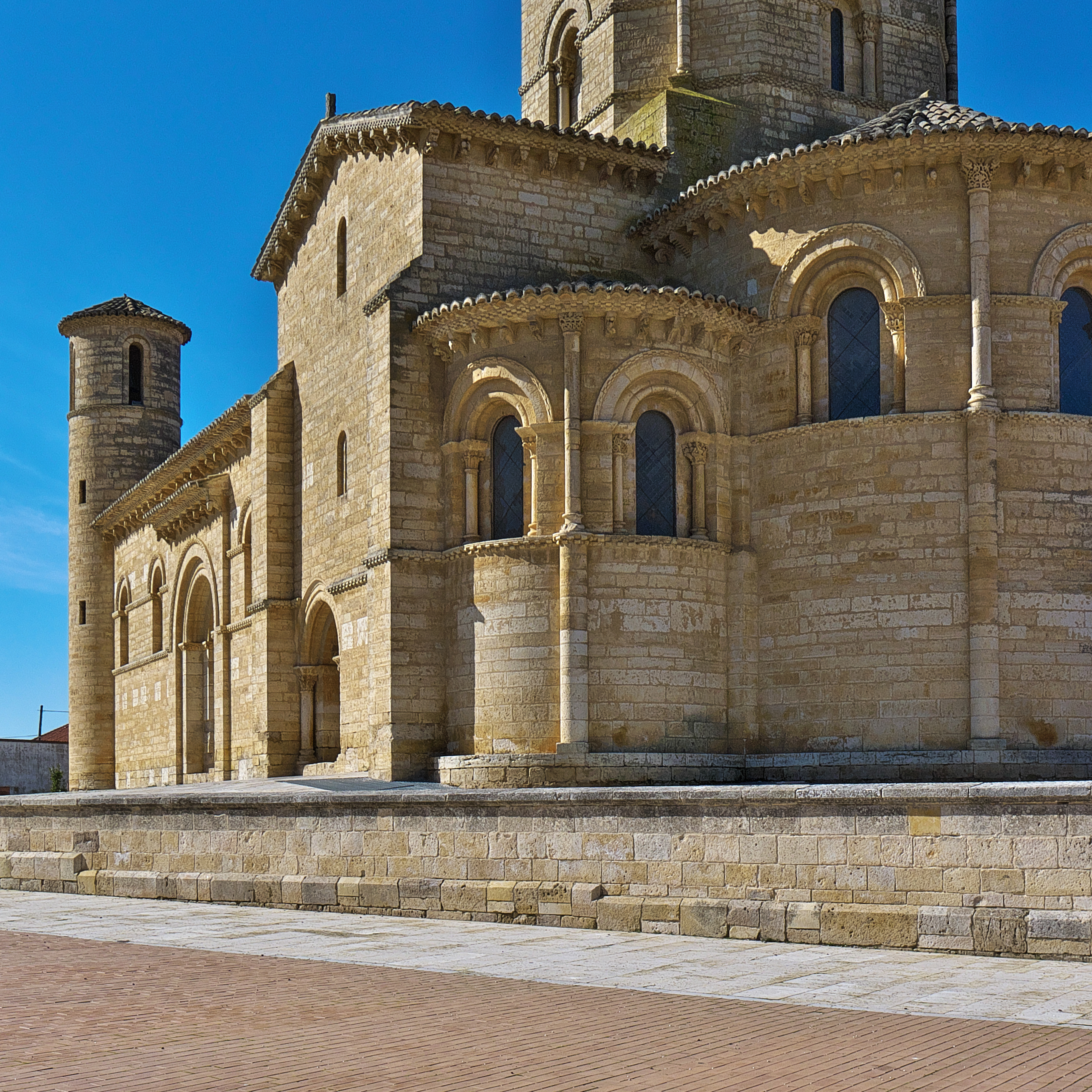
ムニアドナが埋葬されたサン・マルティン・デ・トゥール・デ・フロミスタ修道院

ムニアドナは、おそらく1063年12月にまだ生きていたヒメナを除いて、夫やほとんどの子供たちよりも長生きした。1035年に夫が亡くなった後、ムニアドナはサン・マルティン・デ・トゥール・デ・フロミスタ修道院を創建し、1066年6月13日の遺言において、その修道院に埋葬するよう依頼した。ムニアドナはおそらく最後の遺言に署名したすぐ後に死去したとみられる。
ムニアドナの最後の遺言は、「それまで馬で楽しんでくれた人たちに貸していた馬を譲渡することを決めた。ムニアドナはまた、自身に従属していた、キリスト教に改宗したサラセン人を解放した。加えて、ムニアドナはサン・マルティン・デ・トゥール・デ・フロミスタ修道院が利用していた土地の所有者であると宣言し、ボバディージャとアジェロの領地、フロミスタとポブラシオン・デ・カンポスの10分の1税の3分の1、およびビロタの牧草地の半分とセルナ（es、領主に支払う1日当たりの金銭や労働など）を修道院に与えることとした。ムニアドナはまた、フロミスタの羊、牛、馬をサンタ・マリア、サン・フアン・バウティスタ、サン・マルティンの教会で分配し、アストゥリアスで飼育していた牛をムニアドナの埋葬地であるサン・マルティン・デ トゥール・デ・フロミスタ修道院とムニアドナの魂のために祈る責任を負っていた3人の修道士に分配した。」

## 子女
パンプローナ王サンチョ・ガルセス3世との間に以下の子女が生まれた。
- ガルシア3世[13][14]（1012年頃 - 1054年） - ナバラ王国を継承
- フェルナンド1世[13][14]（1015年頃 - 1065年） - カスティーリャ王国を継承、レオン王
- ヒメナ（1018年 - 1063年） - レオン王ベルムード3世と結婚[15][11]
- ゴンサロ[13][14]（1020年頃 - 1043年） - ソブラルベおよびリバゴルサの王